# Aphaenogaster obsidiana
Aphaenogaster obsidiana é uma espécie de inseto do gênero Aphaenogaster, pertencente à família Formicidae.